# Oxylobium scandens
Oxylobium scandens là một loài thực vật có hoa trong họ Đậu. Loài này được (Sm.) Benth. miêu tả khoa học đầu tiên.